# Parafia Podwyższenia Krzyża Świętego w Makarowcach
Parafia Podwyższenia Krzyża Świętego w Makarowcach (Usnarz) – rzymskokatolicka parafia znajdująca się w Makarowcach, w diecezji grodzieńskiej, w dekanacie Brzostowica Wielka, na Białorusi.

## Historia
W 1767 w majątku Usnarz należącym do Anny Woszczyńskiej wybudowano kaplicę przynależącą do parafii w Indurze. W 1795 powstał obecny kościół w stylu wczesnego klasycyzmu fundacji marszałka szlachty grodzieńskiej Ludwika Marcjana Pancerzyńskiego, jego żony Konstancji ze Skirmunttów oraz państw Soroków i Zarzyckich. 
Na początku XX w. przy kościele w Usnarzu (Makarowcach) erygowano samodzielną parafię. W latach międzywojennych parafia leżała w archidiecezji wileńskiej, w dekanacie brzostowickim. W 1939 liczyła ponad 2300 wiernych.
W 1950 komuniści aresztowali proboszcza makarowieckiego ks. Alojzego Tomkowicza, który po pięciu latach powrócił do parafii. Przez ten czas do Makarowców dojeżdżał ksiądz z parafii w Odelsku. Kościół w Makarowcach był czynny przez cały okres komunizmu. Władze czyniły jednak trudności katolikom. Znacjonalizowana została plebania.
Obecnie parafia liczy ok. 1100 wiernych z kilkunastu pobliskich miejscowości, w których 2/3 mieszkańców stanowią Polacy.